# So wie du warst
So wie du warst é o décimo single da banda alemã Unheilig. Foi lançado em 24 de fevereiro de 2012, sendo o primeiro do álbum "Lichter der Stadt". 

## Lista de Faixas
| N.º | Título            | Duração |  |
| 1.  | "So wie du warst" | 3:51    |  |
| 2.  | "Nachtschicht"    | 3:39    |  |

## Posição nas paradas
| Paradas  | Posição |
| -------- | ------- |
| Alemanha | 2       |
| Áustria  | 14      |
| Suíça    | 18      |

## Créditos
- Der Graf - Vocais/Composição/Letras/Produção
- Henning Verlage - Teclados/Programação/Produção
- Christoph "Licky" Termühlen - Guitarra
- Martin "Potti" Potthoff - Bateria/Percussão